# Шеншин, Василий Никанорович
Василий Никанорович Шеншин (1784—1831) — российский командир эпохи наполеоновских войн, генерал-лейтенант, генерал-адъютант Русской императорской армии.

## Биография
Родился 17 (28) апреля 1784 года; происходил из дворянского рода Орловской губернии Шеншиных.
Ещё в младенчестве был записан фурьером в Измайловский лейб-гвардии полк, куда поступил на службу 9 декабря 1797 года портупей-прапорщиком; 30 сентября 1798 года был произведён в прапорщики.
Сражался в войнах третьей и четвёртой коалиций, был ранен и за отвагу поощрён капитанским чином. В кампанию 1805 года отличился в сражении при Аустерлице. В 1807 году в битве под Фридландом был ранен пулей навылет в левую ногу, за отличие награждён орденом Св. Владимира 4-й степени с бантом.
14 апреля 1809 года Шеншин получил чин полковника и был переведён в Архангелогородский мушкетерский полк, с которым сражался в ходе Русско-турецкой войны 1806—1812 гг. и за взятие Журжи в мае 1811 года, где вновь получил ранение, удостоен должности шефа Архангелогородского полка (17 июня 1811 года).
После вторжения армии Наполеона в пределы Российской империи, Шеншин со своим полком принимал участие в ряде битв Отечественной войны 1812 года. В 1812 находился в составе Дунайской армии в походе до Брест-Литовска, участвовал в экспедиции в Варшавское герцогство, сражался с неприятелем под Волковыском.
После изгнания неприятеля из России принял участие в заграничном походе русской армии. Был при взятии Дрездена, в сражении при Бауцене и в арьергардных стычках (награждён орд. Св. Владимира 3-й ст.). За заслуги 15 сентября 1813 года произведен в чин генерал-майора. В битве народов под Лейпцигом получил ранение в живот. Награждён 6 октября 1813 года орденом Святого Георгия 3-го класса № 327
В воздаяние отличных подвигов мужества и храбрости, оказанных в сражении против французских войск 6 октября под Лейпцигом, при штурме деревни Грос-Пота.
 В сражении под Монмирайлем вновь ранен картечью в правую руку, награждён орденом Св. Анны 1-й ст. 
6 мая 1814 года назначен командиром 2-й бригады 8-й пехотной дивизии. Во время похода во Францию 1815 года (в период Ста дней) находился при блокаде крепости Мец.
18 февраля 1818 года назначен командиром 1-й бригады 23-й (с 20 мая 1820 г. — 14-й) пехотной дивизии.
В 1821 году назначен командиром лейб-гвардии Финляндского полка, затем командовал 1-й бригадой 2-й гвардейской пехотной дивизии (с 7 февраля 1823 г.) и 1-й бригадой 1-й гвардейской пехотной дивизии (с 14 марта 1825 г.)
Во время восстания декабристов 14 декабря 1825 года несколько рот подчиненного ему лейб-гвардии Московского полка отказались присягать Николаю I. При попытке восстановить порядок и дисциплину Шеншин был ранен саблей в голову штабс-капитаном Д. А. Щепиным-Ростовским; 25 декабря 1825 года был пожалован в генерал-адъютанты.
22 августа 1826 года произведён в генерал-лейтенанты. Принимал участие в Русско-турецкой войне 1828—1829 гг., исполнял обязанности начальника штаба войск при осаде Варны, с 23 сентября 1828 года — начальник 1-й гвардейской пехотной дивизии.
Участвовал в подавлении Польского восстания 1830 года.
Умер 16 (28) мая 1831 года от холеры и был похоронен на Лазаревском кладбище Александро-Невской лавры.

## Семья
Жена с 1817 года Варвара Петровна Неклюдова (1794—1827), младшая дочь тайного советника П. В. Неклюдова. По поводу их свадьбы, одна из современниц писала:
Нынешней зимой в Москву вы нам прислали целый полк девиц Неклюдовых; они все некрасивы; одна получше, она-то и выходит замуж за генерала Шеншина. Жених не выше моего столика, но отличается храбростью и сделал много подвигов во время последней войны. По-моему, нет надобности, чтоб муж обладал храбростью, но если он отличается и другими качествами, то куда ни шло, почему же не сделаться женой маленького героя. Словом, по моим понятиям о светских условиях — они друг друга стоят.
У них дети:
- Пётр Васильевич (1818—1819)
- Александра Васильевна (1819—1889), фрейлина двора, замужем (с 25 мая 1849 года)[4] за Дмитрием Васильевичем Хвостовым, сыном В. С. Хвостова.
- Юрий (Георгий) Васильевич (30.06.1821[5]—?), родился в Москве, крещён  8 июля 1821 года в Храме Ризоположения на Донской при восприемстве А. Н. Супонева и тетки генеральши Е. П. Галаховой; отставной поручик, служил на Кавказе.
- Пётр Васильевич (13.09.1822[6]— ?)
- Николай Васильевич (15.02.1827—1858), крестник императора Николая I и императрицы Марии Фёдоровны, полковник, флигель-адъютант; был женат с 27 сентября 1850 года на Евгении Сергеевне Арсеньевой.